# Символи валют
Си́мвол валю́ти — літера, лігатура, монограма, символ, ієрогліф, скорочення або абревіатура, повне слово та їх комбінації, використовувані для максимально короткого і в той же час унікального (відмінного від інших грошових одиниць) позначення валюти.

## Визначення, статус і типи знаків валют

### Знак чи символ
Скорочений запис назви валюти може позначатися термінами «символ» або «знак».
Те саме стосується англійської мови. Зокрема у стандарті Unicode розділ, присвячений валютам, називається Currency Symbols («Символи валют»), тоді як конкретні графеми позначені словом sign — dollar sign («знак долара»), cent sign («знак цента»), pound sign («знак фунта») і т. д. Обидва терміна (sign і symbol) також використовуються в матеріалах Банку Англії. Слово sign зустрічається, наприклад, в описі історії походження знака £, а symbol — в описі елементів захисту британських банкнот.

### Абревіатура чи символ
Під знаками валют перш за все розуміють самостійні графеми, відмінні від літер, з яких починається назва відповідної грошової одиниці. Однак в широкому значенні до знаків належать також звичайні скорочення чи абревіатури. Існують такі приклади використання абревіатур (в ширшому розумінні — скорочень) у ролі символів валют:
- включення як символів у вузькому значенні, так і абревіатур у стандарт Unicode (наприклад, символів драхми — ₯, песети — ₧, рупії — ₨)[3];
- використання термінів «символ» (symbol) або «знак» (sign) щодо скорочень назв валют у законодавстві чи рішеннях уповноважених органів деяких країн (наприклад, у прес-релізі Національного банку Білорусі[4], у Законі про Банк Афганістану[5], в Об'єднаному законі Арабських Еміратів[6], в офіційних документах інших країн);
- рівноправне використання для скороченого позначення назви валюти як символів, так і абревіатур у деяких комерційних програмних продуктах (наприклад, в електронних таблицях Lotus Symphony і Microsoft Excel).

### Типи знаків
Знаки (символи) валют — це перш за все самостійні графеми, які виникли чи були побудовані на основі окремих букв кирилиці або латинки. Деякі з них виникли у XVII—XVIII століттях у результаті еволюції писемності і способів короткого запису назв окремих валют. До таких знаків належать, наприклад, символи долара і фунта. Друга група символів виникла у кінці XX — на початку XXI століття в результаті рішень уповноважених органів влади. До таких знаків належать, наприклад, символи євро, вірменського драма, індійської рупії, української гривні.
До знаків валют також відносяться інші способи короткого запису назви грошової одиниці:
- лігатури (наприклад, ₶ — лівр турнуа, ₠ — ЕКЮ, ₢ — крузейро);
- ієрогліфи (наприклад, 元, 圆 або 圓 — юань, 円 — єна);
- скорочення (наприклад, ₧ — песета, ден. — денар, Din. — динар, грн — гривна);
- абревіатури (наприклад, КМ — конвертована марка, DM — німецька марка, RM — ринггіт Малайзії);
- комбінації вищезгаданих варіантів (наприклад, ₤m — ліра Мальти, Z$ — зімбабвійський долар).

Іноді (наприклад, в електронних таблицях Excel, Lotus, Gnumeric) як знаки фігурують трибуквені коди валют у стандарті ISO 4217 (USD — американський долар, UAH. В інших джерелах може зустрічатися комбінація дволітерних кодів держави згідно зі стандартом ISO 3166-1 і родового знака валюти (US$ — долар США, TT$ — долар Тринідаду і Тобаго, HK$ — гонконзький долар).

### Символи однини і множини
Деякі валюти мають (або мали) різні види скорочень для однини і множини. Наприклад, це такі валюти як лоті і ліланджені, які у множині називаються відповідно малоті й емаланджені. Див. також інші символи, які мають різні форми для однини і множини:
| Держава    | Назва валюти українською | Назва валюти українською | Назва валюти англійською | Назва валюти англійською | Символ для однини | Символ для множини |
| Держава    | Однина                   | Множина                  | Однина                   | Множина                  | Символ для однини | Символ для множини |
| ---------- | ------------------------ | ------------------------ | ------------------------ | ------------------------ | ----------------- | ------------------ |
| Афганістан | Афгані                   | Афгані                   | Afghani                  | Afghani                  | Af                | Afs                |
| Непал      | Рупія                    | Рупії                    | Rupee                    | Rupees                   | Re                | Rs                 |
| Іспанія    | Песета                   | Песети                   | ісп. Peseta              | ісп. Pesetas             | Pta               | Ptas               |
| Кенія      | Шилінг                   | Шилінги                  | Shilling                 | Shillings                | KSh               | KShs               |
| Лесото     | Лоті                     | Малоті                   | Loti                     | Maloti                   | L                 | M                  |
| Есватіні   | Ліланджені               | Емаланджені              | Lilangeni                | Emalangeni               | L                 | E                  |

Приклади символів для однини і множини
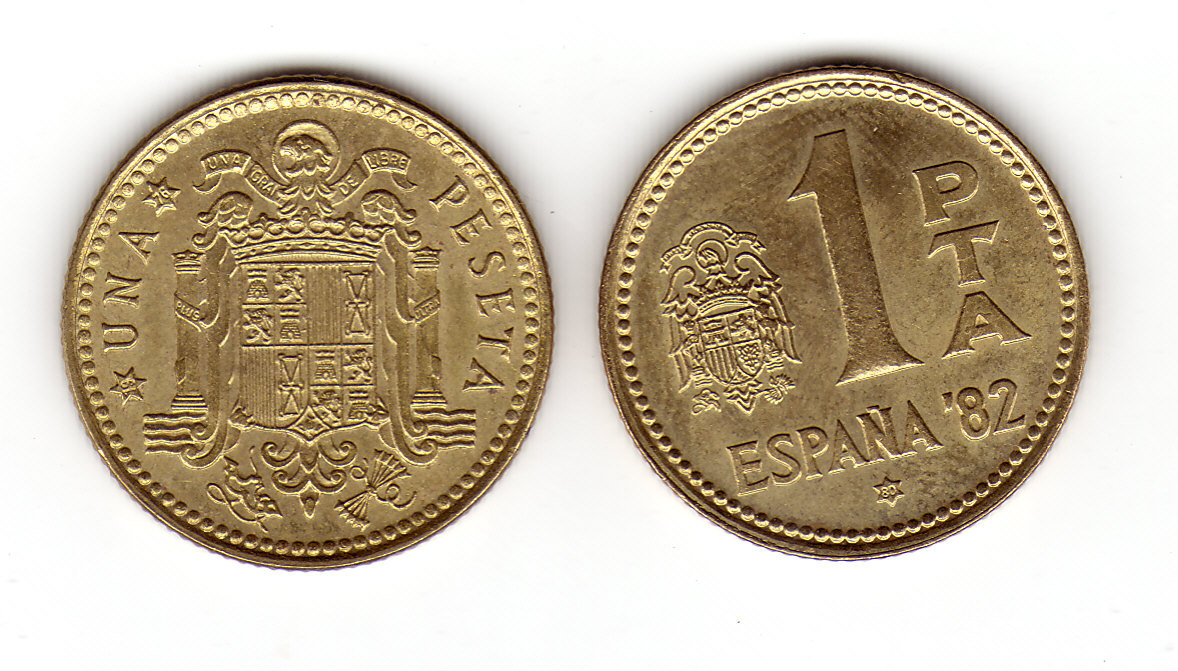
1 pta
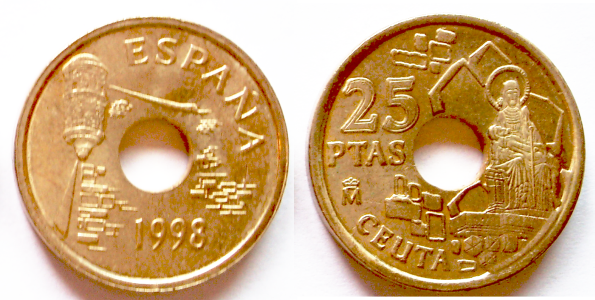
25 ptas

### Багатозначні символи
Не зважаючи на широке використання на грошових знаках, у пресі, діловому та особистому листуванні, рекламі, на цінниках, символи валют все ж не володіють тим ступенем однозначності, який дозволив би чітко ідентифікувати валюту у конкретному випадку — велику роль відіграє контекст, місце та спосіб використання. Особливо це стосується знака долара ($), який на практиці може символізувати будь-яку з кількох десятків конкретних валют. Тому за необхідності однозначного трактування використовують трибуквені абревіатури стандарту ISO 4217.
Деякі багатозначні символи:
| Символ                         | Unicode      | Unicode     |
| Символ                         | Графема      | Позиція     |
| ------------------------------ | ------------ | ----------- |
| Символ валюти                  | ¤            | 00A4        |
| Символ долара                  | $ ()         | 0024        |
| Символ єни (юаня)              | ¥ (Ұ)        | 00A5        |
| Символ ріала                   | ريال) ﷼)     | FDFC        |
| Символ рупії                   | ₨ (Rs чи Rp) | 20A8        |
| Символ флорина                 | ƒ            | 0192        |
| Символ франка                  | ₣‎ (F, Fr)    | 20A3        |
| Символ фунта (лири)            | £ (₤)        | 00A3 (20A4) |
| Ієрогліф юаня (круглої монети) | 圓           | 5713        |

### Символ будь-якої валюти
Символ будь-якої (або ж деякої) валюти — злегка припіднятий над основним рядком круг, від якого під кутом 90° один відносно одного відходять чотири промені (¤) — може використовуватися тоді, коли у певному комп'ютерному шрифті недоступний або відсутній знак конкретної валюти. Так, позначення 2,50 ¤ слід розуміти як «дві з половиною одиниці деякої валюти», яку можна визначити лише з контексту. Символ був уперше використаний у 1972 році в стандарті ASCII.

## Сфера застосування і способи використання знаків

### Використання знаків до і після цифр
Щодо одиниць вимірювання системи СІ Міжнародна організація зі стандартизації (ISO) встановлює окремі правила:
Умовні позначення одиниць друкуються латинськими літерами (вертикально, незалежно від використовуваного в іншій частині тексту шрифту), в кінці не ставиться крапка, за винятком правил нормативної пунктуації, наприклад, в кінці речення, і наводяться після повного цифрового значення величини з дотриманням проміжку між цифровим значенням і умовним позначенням одиниці— ISO 1000 (п. 6.1)
Щодо кодів і знаків таких рекомендацій немає. Тому на практиці вони розташовуються відносно цифр відповідно до звичаїв ділового обігу й особливостей ділового стилю листування, які прийняті щодо знаків валют у певній країні чи певній мові. В Латинській Америці й англомовних країнах символи найчастіше пишуть перед сумою (наприклад, $50, £50), у більшості європейських країн, в Азії й Африці — після (50 грн, 50 zł). У Франції й португаломовних країнах знак може розділяти цілі і десяті (2$50 або 2₣50, що означає два з половиною ескудо або франка). Ця традиція збереглася і після заміни національних валют загальноєвропейською. В англомовних країнах символи долара пишеться до цифр ($10), а цента — після (10¢). Іноді символ валюти записується надрядково після грошової суми. Серед сучасних знаків валют так розташовують, наприклад, в'єтнамський донг (2₫). Часто цей прийом використовується при оформлення грошових знаків, але виключно у цілях дизайну.

Приклади розташування знака валюти відносно цифр
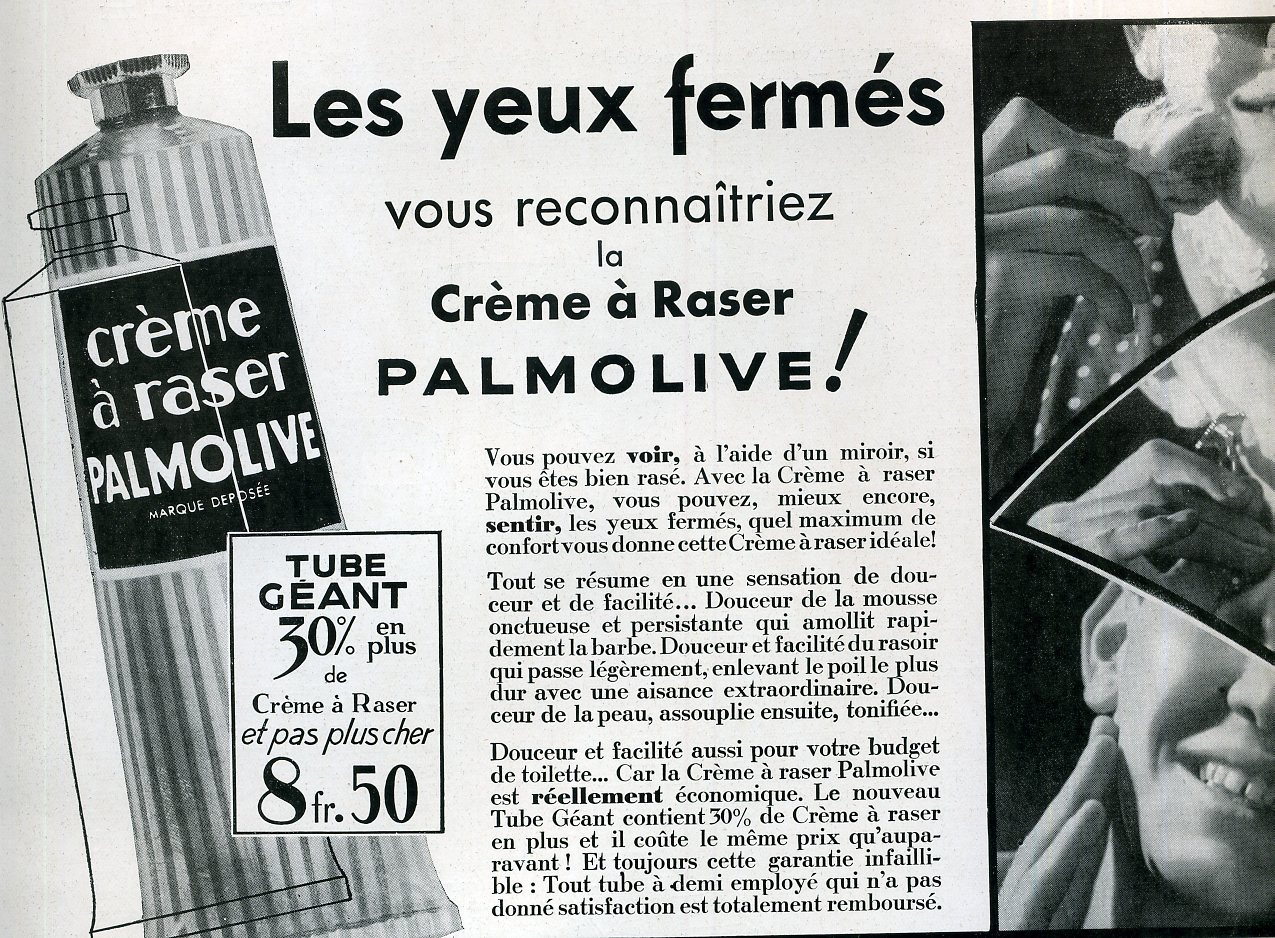

### Використання знаків як роздільників
Найчастіше в ролі десяткового роздільника (у випадку з грошовими сумами — роздільника базової валюти і її розмінної грошової одиниці) використовується крапка або кома. Але функції роздільника можуть виконувати й інші символи: в арабських країнах використовується моммайе; в англійській літературі зустрічається інтерпункт (крапка, розташована посередині рядка); в Іспанії для цих цілей служить машинописний апостроф; у Фінляндії може використовуватися двокрапка; у Франції й португаломовних країнах може використовуватися безпосередньо символ валюти — ₣ або $. У Танзанії, Сьєрра-Леоне і деяких інших країнах базову валюту (шилінг) і розмінну (цент) розділяють косою рискою (слешем) або солідусом (знаком шилінга) — відповідно, / або ⁄. Наприклад, 50/50 означає «50 шилінгів і 50 центів», =/50 (-/50) — «50 центів», 50/= (50/-) — «50 шилінгів». Цей спосіб запису був також характерний для грошової системи Англії до введення десяткового принципу грошового рахунку.
| Кома   | Крапка | Двокрапка | Моммає | Інтерпункт | Машинописний апостроф | Символ валюти | Дефіс  | Коса риска (солідус) | Суперскрипт |
| ------ | ------ | --------- | ------ | ---------- | --------------------- | ------------- | ------ | -------------------- | ----------- |
| U+002C | U+002E | U+003A    | U+066B | U+00B7     | U+0027                | —             | U+2010 | U+002F (U+2044)      | —           |
| 2,50   | 2.50   | 2:50      | ٢٫٥٠   | 2·50       | 2'50                  | 2₣50          | 2-50   | 2/50                 | 250 (250)   |
|        |        |           |        | —          |                       |               |        |                      |             |

### Розташування знака валюти і тип роздільника в різних країнах (на прикладі євро)
| Мова               | Приклад | Мова            | Приклад        | Мова               | Приклад | Мова             | Приклад |
| ------------------ | ------- | --------------- | -------------- | ------------------ | ------- | ---------------- | ------- |
| Албанська мова     | 3,14 €  | Англійська мова | €3.14          | Болгарська мова    | 3,14 €  | Валлійська мова  | €3.14   |
| Вірменська мова    | 3,14 €  | Грецька мова    | 3,14 €, € 3.14 | Грузинська мова    | 3,14 €  | Естонська мова   | 3,14 €  |
| Ірландська мова    | €3.14   | Іспанська мова  | 3,14 €         | Італійська мова    | 3,14 €  | Каталанська мова | 3,14 €  |
| Корнська мова      | €3.14   | Латвійська мова | 3,14 €         | Литовська мова     | 3,14 €  | Македонська мова | 3,14 €  |
| Мальтійська мова   | €3.14   | Німецька мова   | € 3,14, 3,14 € | Нідерландська мова | € 3,14  | Польська мова    | 3,14 €  |
| Португальська мова | 3,14 €  | Романшська мова | 3,14 €         | Румунська мова     | 3,14 €  | Російська мова   | 3,14 €  |
| Сербська мова      | 3,14 €  | Словацька мова  | 3,14 €         | Словенська мова    | 3,14 €  | Турецька мова    | 3,14 €  |
| Угорська мова      | 3,14 €  | Українська мова | 3,14 €         | Фарерська мова     | €3,14   | Фінська мова     | 3,14 €  |
| Французька мова    | 3,14 €  | Хорватська мова | 3,14 €         | Чеська мова        | 3,14 €  | Шведська мова    | 3,14 €  |

## Використання одного і двох вертикальних чи горизонтальних штрихів
Традиційно символ долара пишеться з двома вертикальними рисками (), однак у сучасних комп'ютерних шрифтах все частіше використовується знак з однією рискою($). Але і той, і інший варіант — це одна графема. Зокрема, у стандарті Unicode різниці між символом долара з однією і двома рисками немає й обом варіантам відповідає один код — U+0024, все залежить від конкретного шрифта. Символ долара з двома, як і раніше, рисками, виводиться у шрифтах Bodoni MT, Bradley Hand ITC, Brush Script MT, Chiller, Engravers MT, Forte, Garamond, Gigi, Harrington, Jokerman, Kunstler Script, Magneto, Modern No. 20, Palace Script MT та Rage Italic.
Традиційне написання символу флорина (гульдена) — з однією горизонтальною рискою. Однак у шрифтах Blackadder ITC, Jokerman, Tempus Sans ITC і деяких інших він виводиться з двома штрихами.
Символам £ і ₤ відповідають різні коди стандарту Unicode (відповідно U+00A3 і U+20A4). При цьому перший символ характеризується стандартом як фунт, а другий — ліра. На практиці і фунт стерлінгів, і ліра можуть зустрічатися як з двома рисками, так і з однією. У комп'ютерних шрифтах символ £ виводиться з двома горизонтальними штрихами в гарнітурах Blackadder ITC, Bodoni MT Black, Curlz MT, Gigi, Jokerman, Kunstler Script і Tempus Sans ITC.
Така ж практика застосування символів ¥ (U+00A5) чи Ұ (U+04B0), які мають різні коди у стандарті Unicode. Вважається, що перший символ — це знак японської єни, другий — китайського юаня. На практиці символи обох валют можуть зустрічатися як з одним, так і з двома горизонтальними штрихами. Більш поширений варіант у комп'ютерних шрифтах — з двома штрихами. Однак у шрифтах Blackadder ITC, Forte, Georgia, Goudy Stout, High Tower Text, Juice ITC, Kristen ITC, Magneto, MS Reference Sans Serif, OCR A Extended, Old English Text MT, Palace Script MT, Snap ITC, Tahoma, Trebuchet MS, Verdana та Wide Latin символ виводиться з однією горизонтальною рискою.
Символ євро (€) традиційно пишеться з двома горизонтальними штрихами. Однак у шрифтах High Tower Text і Lexington він виводиться з одним штрихом.

### Приклади використання одного і двох штрихів у символах валют
| Долар США       |
| Євро            |
| Фунт стерлінгів |

### Приклади виведення символів $, €, ¥, £ і ƒ у різних шрифтах
| Шрифт                   | $ | € | ¥ | £ | ƒ | Шрифт            | $ | € | ¥ | £ | ƒ |
| ----------------------- | - | - | - | - | - | ---------------- | - | - | - | - | - |
| Blackadder ITC          | $ | € | ¥ | £ | ƒ | Bodoni MT        | $ | € | ¥ | £ | ƒ |
| Bradley Hand ITC        | $ | € | ¥ | £ | ƒ | Brush Script MT  | $ | € | ¥ | £ | ƒ |
| Chiller                 | $ | € | ¥ | £ | ƒ | Curlz MT         | $ | € | ¥ | £ | ƒ |
| Engravers MT            | $ | € | ¥ | £ | ƒ | Forte            | $ | € | ¥ | £ | ƒ |
| Garamond                | $ | € | ¥ | £ | ƒ | Georgia          | $ | € | ¥ | £ | ƒ |
| Gigi                    | $ | € | ¥ | £ | ƒ | Goudy Stout      | $ | € | ¥ | £ | ƒ |
| Harrington              | $ | € | ¥ | £ | ƒ | High Tower Text  | $ | € | ¥ | £ | ƒ |
| Jokerman                | $ | € | ¥ | £ | ƒ | Juice ITC        | $ | € | ¥ | £ | ƒ |
| Kristen ITC             | $ | € | ¥ | £ | ƒ | Kunstler Script  | $ | € | ¥ | £ | ƒ |
| Magneto                 | $ | € | ¥ | £ | ƒ | Modern No. 20    | $ | € | ¥ | £ | ƒ |
| MS Reference Sans Serif | $ | € | ¥ | £ | ƒ | OCR A Extended   | $ | € | ¥ | £ | ƒ |
| Old English Text MT     | $ | € | ¥ | £ | ƒ | Palace Script MT | $ | € | ¥ | £ | ƒ |
| Rage Italic             | $ | € | ¥ | £ | ƒ | Snap ITC         | $ | € | ¥ | £ | ƒ |
| Tahoma                  | $ | € | ¥ | £ | ƒ | Tempus Sans ITC  | $ | € | ¥ | £ | ƒ |
| Trebuchet MS            | $ | € | ¥ | £ | ƒ | Wide Latin       | $ | € | ¥ | £ | ƒ |